# ازدواج همجنس در لوکزامبورگ
ازدواج همجنس در لوکزامبورگ از ۱۸ ژوئن ۲۰۱۴ و با رأی ۵۶ به ۴ مجلس نمایندگان این کشور قانونی شد. این قانون از اول ژانویه ۲۰۱۵ میلادی اجرایی شد.
زاویه بتل نخست‌وزیر آشکارا همجنس‌گرای لوکزامبورگ در سال ۲۰۱۳ وعده داده بود که پیش‌نویس قانون ازدواج زوج‌های همجنس را به مجلس ارائه کند. با اجرای این قانون زوج‌های همجنس می‌توانند از حق ازدواج و سرپرستی فرزند برخوردار گردند.
لوکزامبورگ از سال ۲۰۰۴ امکان اتحاد مدنی را برای زوج‌های همجنس فراهم کرده بود.